# 吉川守
吉川 守（よしかわ まもる、1931年8月 - 2009年10月7日）は、日本の言語学者、アッシリア学者、広島大学名誉教授。専門はシュメール語文法。

## 来歴
兵庫県神戸市で生まれる。1956年、京都大学文学部（言語学）を卒業した。大学時代には印欧語の研究で知られる泉井久之助の指導のもと、ヒッタイト語の研究を行った。その後、同大学大学院修士課程に進学した。当時京都大学教授であった中原与茂九郎の影響を受け、シュメール語の研究を行うようになる。1961年、同大学院博士課程を単位取得退学した。その後、神戸市外国語大学に助手として赴任した。1965年に広島大学文学部助教授に着任し、1976年、同大学教授に昇格した。1969年から1970年の間、文部省在外研究員として、シカゴ大学オリエント研究所に留学した。1995年、定年退官した。その後、東京都三鷹市にある中近東文化センターで学術局長として勤務した。

## 研究内容
- シュメール語の文法、特に動詞組織の研究を専門としていた。
- 最も重要な論文の一つは、シュメール語の動詞の接尾辞 -e-de₃/-e-da(m) における、-e- の文法的機能に関するものである[2]。この論文は、目的節の構文あるいは不定形における形態素 /-e-/ の生起について取り扱ったものであったが、特に重要な点は、シュメール語の動詞は、動詞語基と接尾辞 -de₃ の結びつき方によって、次の３つのグループに分類できることを指摘した点である。

　➀動詞語基が重複され、直接 -de₃ と結びつくグループ
　➁動詞語基が接辞 -e- を伴って -de₃ と結びつくグループ
　③動詞語基が別のものと交替し、直接 -de₃ と結びつくグループ
この論文におけるもう一つの重要な点は、方法論的な革新を起こしたことである。それまでのシュメール語学者は、形態論的な形と文法範疇の間に１対１の関係があると想定していたが、吉川は動詞語基を分類することで、文法範疇を示す形態論的な形にはいくつかの種類があることを示した。
- 研究の一環として、発掘調査にも参加しており、国士舘大学イラク古代文化研究所の調査に伴って、1983-1985年にイラク北部のハディーサ地域、エスキ・モースル地域の調査に参加、1988-1989年にイラク南部のキシュ遺跡の発掘に参加した[1][5]。

## 業績
- 後進の育成に力を入れた。広島大学文学部に在籍していたころは、大城光正、小脇光男、阿部節子、峯正志、三上宗一ら、古代オリエントの言語に関する学者を育てた[6]。授業に関しては、言語学概論に加え、シュメール語・アッカド語・ラテン語の講義・演習や、英語・ドイツ語・フランス語で書かれた言語学書の購読の演習、さらには論文作成の指導などを担当した[5]。
- シュメール語の研究ノートをおよそ４０年かけて手書きで作成した。そのノートは江口一久 (国立民族学博物館名誉教授) らによってデータベース化され、現在オンライン上で見ることが出来る。
- 昭和46年（1971年）、西日本言語学会の発足とその機関紙「NIDABA」の刊行に携わった。Nidaba (ニダバ（英語版）) はシュメールの文芸神であり、シュメールの学校（é-dub-ba "粘土板の家"）の守護神として崇拝されていた。ニダバはグデアの円筒碑文Aにも登場し、グデアの夢の中に貴金属でできた筆を持って現れる[7][8]。語源的には *nin-dub-a "粘土板の女神" に由来すると考えられている[8]。この粘土板の女神であるニダバの名を用いることで、言語に対する関心が古今東西全ての面にわたっているという心意気を表そうとしたのである[9]。
- 広島大学言語学研究室は、紀元前2000年ごろのシュメール楔形文字の粘土板を約400点所蔵しており、これは日本最大の粘土板のコレクションである。これらのコレクションのほとんどは、1980年に、当時日本オリエント学会維持会員であった医師の岩崎旺太郎の資金提供を通して、吉川守が購入したものである[5][10]。
- 国外の研究者とも積極的に交流を行った。1990年から1993年にかけて、オックスフォード大学において、ジェレミー・ブラック (アッシリア学者) が主宰するシュメール語文法研究グループ (Sumerian Grammar Discussion Group) の最初の４回に参加し、研究発表を行った[5][11][12]。この集会にはジェレミー・ブラック、ミゲル・シビル（英語版）、ディーツ・オットー・エッツァルト、ダニエル・フォックスヴォグ、トーキル・ヤコブセン（英語版）、ヨアヒム・クレヒャー（ドイツ語版）、ピョートル・ミカロウスキ、クラウス・ヴィルケ、さらに、当時博士課程の学生であったブラム・ヤーヘルスマなどのシュメール語の専門家が多く参加していた[13]。

### シュメール研究会での活動
1973年秋、中原与茂九郎の広島再住を機として、「シュメール研究会」が結成された。結成の背景には、学術的な関心を共有し、意見交換の機会を作りたいという研究者のニーズがあった。というのは、当時日本には、この分野を専門とする研究者の人口が現在よりもはるかに少なく、研究者は全国のそれぞれ異なる研究機関に分散していたためである。
この研究会では、中原与茂九郎が会長兼顧問を務め、吉川守と前川和也（京都大学名誉教授）が副会長を務めた。この研究会は、初めは年に１・２回、京都あるいは広島で開催されていたが、後に京都または東京/筑波で開催されるようになった。
研究会の創設時は、シュメール学を専門とする学者たちがほとんどであったが、次第にアッカド語、ヒッタイト語、エラム語といった古代オリエントの他の言語を専門とする研究者も増え、実質的には「アッシリア学研究会」になっていった。
1979年、吉川守が編者となり、シュメール研究会の会誌として Acta Sumerologica が創刊された。その創刊号は日本におけるシュメール学創始者である、中原与茂九郎の喜寿記念号として、さらには日本におけるアッシリア学誕生50年を記念して献呈された。この雑誌は欧文で書かれることになっていたため、1980年に刊行された２号には海外からの寄稿があり、世界初のシュメール学の専門誌としてその地位が確立された。さらに、当時、研究成果を英語論文の形で公刊するということを行っていたのは、仏教学・サンスクリット学とこの分野だけであり、非常に画期的なことであった。しかし、1985年に７号を刊行した段階で、８号以降の出版が出来なくなってしまい、危うくシュメール研究会の活動が不首尾に終わってしまうかと思われたが、当時、日本オリエント学会名誉会長であり、中近東文化センター名誉総裁であった三笠宮崇仁親王により、８号以降は中近東文化センターによって続けて刊行されることとなった。
第一回シュメール研究会から44年経った2017年、第60回シュメール研究会が京都で開催された。メソポタミアでは「60」(diš/gèš: ištēn/šuššu) という切れのいい数字が重要であることから、記念すべき大会であった。

## 受賞
- 2001年（平成13年）10月20日 - 第３回三笠宮賞[1][19]

## 主要論文
- The Marû and Hamṭu Aspects in the Sumerian Verbal System (1968), Orientalia, Nova Series 37: 401-416.
- On the grammatical function of -e- of the Sumerian verbal suffix -e-de₃/da(m) (1968), Journal of Near Eastern Studies 27: 251-261

## 主な書籍

### 著書
- Yoshikawa, Mamoru (1993) Studies in the Sumerian Verbal System (Acta Sumerologica, Supplementary Series 1). Tokyo: Middle Eastern Culture Center.

### 編著・共著
- 岸本通夫・伴康哉・富安伝・吉川守他 (1989)『世界の歴史〈2〉古代オリエント』, 東京 : 河出文庫新社. ISBN 4309471617.
- 増田精一 (編著)・講談社他 (撮影)・吉川守他 (執筆) (1988)『メソポタミアとペルシア』, 東京 : 講談社. ISBN 4061921541.
- 吉川守・NHK取材班 (編) (1990) 『NHK大英博物館１ メソポタミア・文明の誕生』, 東京 : NHK出版. ISBN 4140087374.

### 事典・辞典項目執筆
- 吉川守 (1989) 「シュメール語」亀井孝・河野六郎・千野栄一 (編著) 『言語学大辞典』第2巻 世界言語編（中）さ-に : 227-232. 東京 : 三省堂. ISBN 9784385152165.